# 附加賽
附加賽（英語：play-offs），或稱季後賽（postseason）、決賽，是多個隊伍參加的體育聯賽在完成常規賽（又稱例行賽）之後，由常規賽中累計較多勝利之頂級競爭對手來決定聯賽冠軍還是類似的榮譽。 根據聯盟的不同，季后賽可能是單場比賽，一系列比賽或者比賽，也可能是单败淘汰制系統或其他幾個之一不同的季后賽形式。在國際比賽中，季后賽是晉級或晉級下一輪比賽或被淘汰出局。
在美國和加拿大的團隊運動中，由於距離遙遠以及隨之而來的越野旅行負擔，導致了地區性的團隊劃分（例如NBA的东部、西部）。 一般來說，在常規賽中，球隊和本区内其他队伍打的比賽，往往多于和其他赛区队伍的比赛，但是聯盟最好的球隊在常規賽中可能不會互相比賽。因此，在季后賽組織了季后賽系列賽。任何一組的冠軍將有資格參加，隨著季后賽越來越受歡迎，他們被擴大到包括第二或者更低的球隊，這些隊伍被稱為「外卡」。
英格蘭和蘇格蘭足球會用附加賽來決定對於排名較低隊伍的升級名額，而不是在北美使用的方式來決定冠軍。在英格蘭足球冠軍聯賽（英格蘭第二級足球聯賽）第3至第6名隊伍會在季後進行這種比賽來決定最後升級超级联赛的名額。

## 另見
- 季後賽賽制（附加賽規則）
- 真人實境秀

## 外部連結
- Daily updates for Baseball Playoff Schedule